# Hasan İzzet
Hasan Izzet, noto anche come Hasan Izzet Pascià o Hasan Izzet Pasha (Istanbul, 1871 – marzo 1931), è stato un militare ottomano, generale dell'esercito dell'Impero ottomano durante la Campagna del Caucaso.
Hasan Izzet studiò presso la Scuola Militare (Kara Harp Okulu), fino al 1890, passò poi all'Accademia Militare (Kara Harp Akademisi) dove ottenne il diploma nel 1893. 
Assegnato il 14 aprile 1894 per ordine del sultano Abdul Hamid II alla Quarta Armata, nel 1897 fu promosso maggiore e passò nei ranghi dell'Armata Elasson (Alasonya Ordusu). Durante la prima guerra balcanica era il comandante della 2ª divisione Neşet Bey (2. Neşet Bey tümeni), assegnata sul fronte di Domokos Çatalca.
Nel 1914, in seguito alla mobilitazione per lo scoppio della prima guerra mondiale, il sultano Mehmet V lo nominò comandante della Terza Armata. Egli era il comandante durante la prima battaglia con i russi, l'offensiva Bergmann, e si oppose ai repentini cambiamenti al vertice dei vari reparti dell'Armata in vista della battaglia di Sarıkamış. Hasan Izzet era anche contrario alla decisione di Enver Pascià di attaccare i russi senza una preparazione adeguata, per questa ragione fu costretto a lasciare ad Enver il comando della Terza Armata il 18 dicembre 1914.